# Bholanath
Bholanath (dewanagari भोलानाथ्, trl.: bholanāth, trk.: bholanath) – jedna z postaci hinduistycznego boga o imieniu Śiwa jak również jego epitet. 

## Inkarnacja Śiwy
W północnoindyjskim Kumaonie Bholanath traktowany jest jako stosunkowo niezależne bóstwo z kręgu śiwaizmu. Legendy hinduizmu ludowego tamtego rejonu wiążą pobyt Bholanatha na Ziemi z okolicami miast Almora i Champawat. W Champawacie znajduje się poświęcona mu świątynia hinduistyczna (mandir).

## Epitet boga i wyznawców
Słowo Bholanath bywa stosowane jako imię męskie w Indiach, wobec hinduistycznych osób duchownych z tradycji śiwaizmu, jak również jako tytuł dla samego boga Śiwy Bhola (dewanagari: भोला, trl.: bholā, trk.: bhola) to w hindi przymiotnik o znaczeniu: prosty, niewinny. W omawianym  przypadku występuje charakterystyczne dla Bengalu, połączenie z tytułem hinduistycznym nath. Przykład z Bengalu: Mokszada Sundari Dewi, matka guru i świętej Anandamaji Ma, w 1914 nazwała tak jej męża Śri Dźagatbandhu Ćakrawartiego.

### Hinduistyczne imiona guru
- J.E. Śri Bhola Nathdźi Bagawan
- Pandit Bhola Nathdźi z Varanasi
- Baba Bhola Nath (= Ramani Mohan Ćakrawarti)

### Świeckie imiona Indusów
- Bholanath Koyal - aktor[4]
- Bhola Nath - jeden z porywaczy samolotu Indian Airlines (20.12.1978)[5]